# Tuffi ai XXVI Giochi del Sud-est asiatico

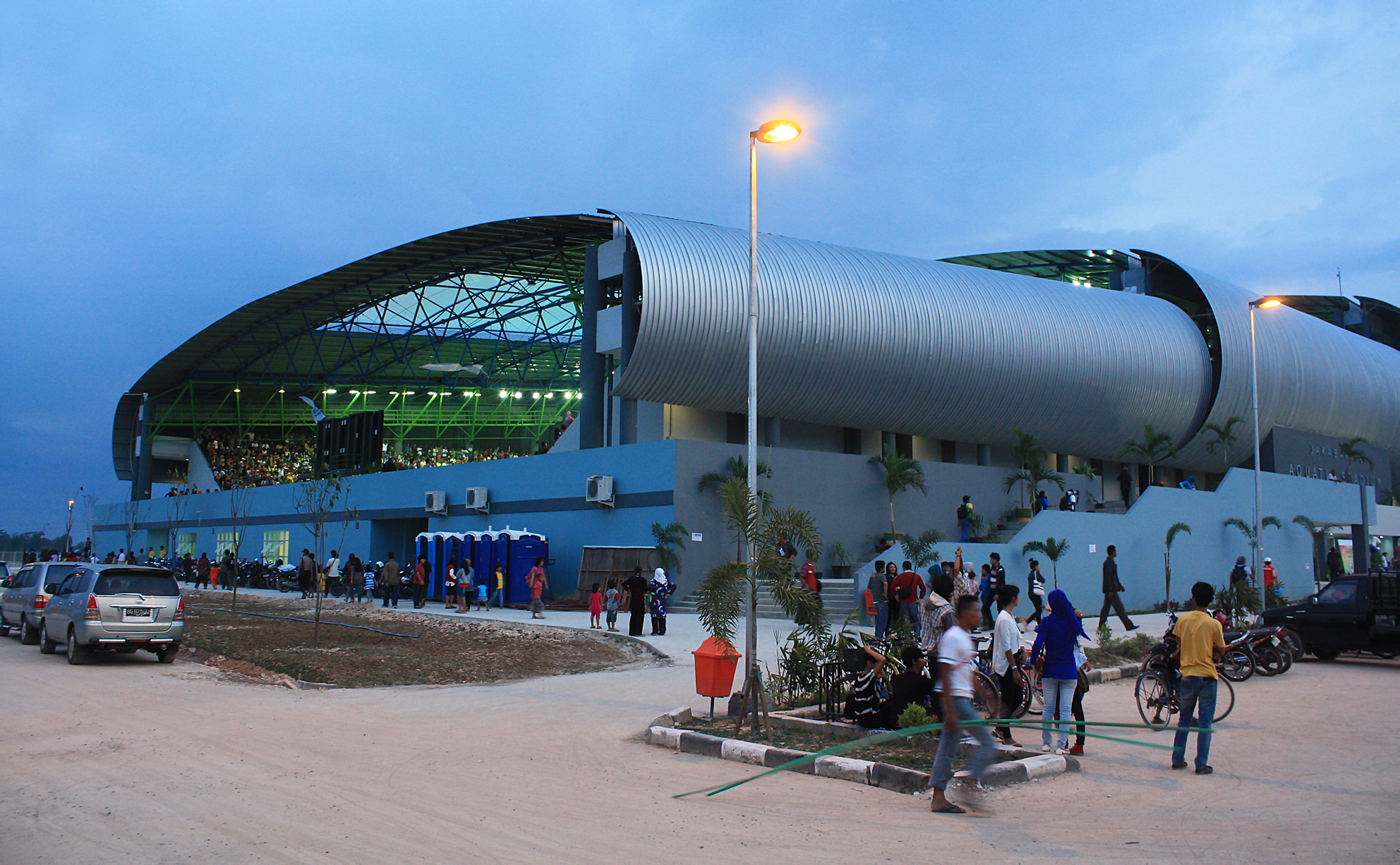
Lo Stadio Acquatico Jakabaring, sede della competizione.

Le competizioni dei tuffi dei XXVI Giochi del Sud-est asiatico si sono svolte dal 13 al 16 novembre 2011 presso lo Stadio Acquatico Jakabaring di Palembang in Indonesia.

## Podi

### Uomini
| Evento                      | Oro                                               | Perform. | Argento                            | Perform. | Bronzo                                        | Perform. |
| Tuffi individuali           |                                                   |          |                                    |          |                                               |          |
| Trampolino 3 m (dettagli)   | Yeoh Ken Nee                                      | 458.15   | Ahmad Sukron Zamzami               | 401.85   | Ahmad Amsyar Azman                            | 397.30   |
| Piattaforma 10 m (dettagli) | Bryan Nickson Lomas                               | 500.80   | Ooi Tze Liang                      | 445.25   | Muhammad Nasrullah                            | 420.85   |
| Tuffi sincronizzati         |                                                   |          |                                    |          |                                               |          |
| Trampolino 3 m (dettagli)   | Malaysia Yeoh Ken Nee Bryan Nickson Lomas         | 392.31   | Filippine Nino Carog Jaime Asok    | 342.99   | Indonesia Andriyan Ahmad Sukron Zamzami       | 332.40   |
| Piattaforma 10 m (dettagli) | Indonesia Muhammad Nasrullah Luthfi Niko Abdillah | 378.12   | Filippine Jaime Asok Rexel Fabriga | 344.51   | Thailandia Theerapat Siriboon Satit Tommaoros | 260.54   |

### Donne
| Evento                      | Oro                                         | Perform. | Argento                                   | Perform. | Bronzo                                     | Perform. |
| Tuffi individuali           |                                             |          |                                           |          |                                            |          |
| Trampolino 3 m (dettagli)   | Cheong Jun Hoong                            | 310.70   | Ng Yan Yee                                | 290.10   | Sari Ambarwati                             | 270.60   |
| Piattaforma 10 m (dettagli) | Pandelela Rinong                            | 342.90   | Kam Ling Kar                              | 260.85   | Della Dinarsari                            | 250.50   |
| Tuffi sincronizzati         |                                             |          |                                           |          |                                            |          |
| Trampolino 3 m (dettagli)   | Malaysia Leong Mun Yee Ng Yan Yee           | 296.10   | Indonesia Dewi Setyaningsih Natalie Dinda | 250.20   | Filippine Sheila Mae Perez Ceseil Domenios | 243.12   |
| Piattaforma 10 m (dettagli) | Malaysia Leong Mun Yee Traisy Vivien Tukiet | 306.66   | Indonesia Sari Ambarwati Della Dinarsari  | 268.62   | Birmania Soe Sandar Nyunt Hay Mar Hnin     | 155.73   |

## Medagliere
| #      | Nazione    | Oro | Argento | Bronzo | Totale |
| ------ | ---------- | --- | ------- | ------ | ------ |
| 1      | Malaysia   | 7   | 3       | 1      | 10     |
| 2      | Indonesia  | 1   | 3       | 4      | 8      |
| 3      | Filippine  | 0   | 2       | 1      | 3      |
| 4      | Thailandia | 0   | 0       | 1      | 1      |
| 4      | Birmania   | 0   | 0       | 1      | 1      |
| Totale | Totale     | 8   | 8       | 8      | 24     |